# Плавсостав

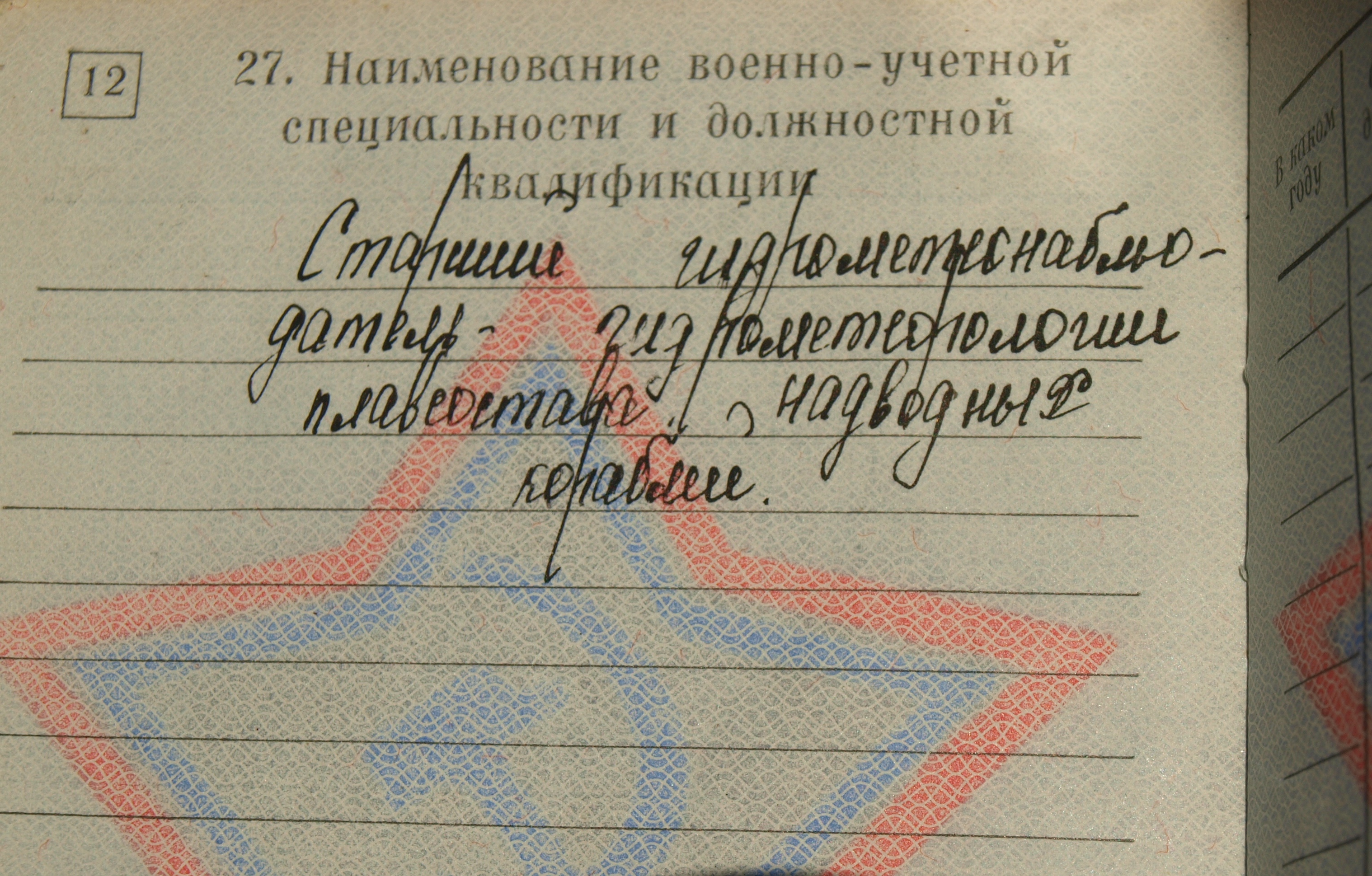
Страница военного билета Вооружённых сил СССР
с указанием военно-учётной специальности и должностной квалификации матроса
плавсостава надводных кораблей
(Гидрографическая служба Черноморского флота ВМФ СССР; 1986—1989 годы)

Плавсоста́в (сокр. от «пла́вающий соста́в»):
- работники гражданского (морского, речного и рыбной промышленности) флота, принимающие непосредственное участие в плаваниях;
- военнослужащие и гражданский персонал военно-морского флота, проходящие службу на боевых и специального назначения кораблях и судах обеспечения.

## Основная структура
Плавсостав в должностном плане подразделяется на командный (старший и младший) и рядовой.
Плавсостав военно-морского флота функционально подразделяется на плавсостав надводных кораблей и плавсостав подводных лодок.

## Основные особенности

### Плавсостав гражданского флота
- Должностные лица плавсостава гражданского флота отличаются формой одежды[3].
- В связи с тяжёлыми условиями труда, работникам плавсостава гражданского флота предоставлено право на досрочное получение пенсии: за исключением лиц (мужчин и женщин), постоянно работающих в акватории порта, на портовых, служебно-вспомогательных и разъездных судах, судах пригородного и внутригородского сообщения, а также на работах по добыче, обработке рыбы и морепродуктов, на приёмке готовой продукции на промысле[4][5].

### Плавсостав военно-морского флота
- Военнослужащие плавсостава военно-морского флота отличаются формой одежды в зависимости от их воинских званий[6].
- В ВМФ России рядовые плавсостава служат по призыву и на контрактной основе[7][8][9].
- Срок действительной воинской службы в плавсоставе в ВМФ составлял 3 года, в ВМФ России с 1996 года — 2 года, с 2008 года — 12 месяцев[8][10][9].
- К состоянию здоровья военнослужащих плавсостава (по сравнению с другими категориями военнослужащих) традиционно предъявляются повышенные требования[11].
- По американским законам (1948 и 1993 годов), в плавсоставе ВМС США могут служить женщины[12].

## Избранные научные и учебно-методические труды о плавсоставе

### Диссертации
- Чекалина Н. Н. Особенности правового регулирования труда работников плавающего состава флота рыбной промышленности. Автореферат диссертации на соискание учёной степени кандидата юридических наук. — М.: 1972.
- Андреева М. Ю. Управление трудовой активностью плавсостава морского флота в период перехода к рыночной экономике. Автореферат диссертации на соискание учёной степени кандидата экономических наук. — Хабаровск: 1992.
- Сидоренков В. К. Физаическое воспитание плавсостава в условиях работы речного флота. Автореферат диссертации на соискание учёной степени кандидата педагогических наук. — Киев: 1992.
- Петрищенко Б. А. Дифференцированная психокоррекция проявлений психической дезадаптации у лиц плавсостава. Автореферат диссертации на соискание учёной степени кандидата медицинских наук. – М.: 1993.
- Курпатов В. И. Профилактика, лечение и реабилитация психогенно обусловленных расстройств у плавсостава военно-морского флота. Автореферат диссертации на соискание учёной степени доктора медицинских наук. – СПб.: 1994.
- Закревский Ю. Н. Особенности тяжёлых изолированных и сочетанных повреждений у специалистов плавсостава Военно-морского флота. Автореферат диссертации на соискание учёной степени кандидата медицинских наук. — Архангельск: 2006.
- Зарипова Э. М. Медико-организационные аспекты совершенствования стоматологической помощи плавсоставу речного пароходства. Автореферат диссертации на соискание учёной степени кандидата медицинских наук. — Казань: 2009.
- Петрова Т. Б. Метаболический статус у плавсостава Северного водного бассейна. Диссертация на соискание учёной степени кандидата биологических наук. — Архангельск: 2012.

### Научные статьи
- Зайцев В. И., Виноградова С. А. Социально-гигиенические аспекты алкоголизации плавсостава // Здоровье населения и среда обитания. 2010. № 2 (203). С. 26—29.
- Абакумов А. А., Бумай О. К., Верведа А. Б., Иванченко А. В., Константинов Р. В., Сосюкин А. Е., Чупрова С. Н. Анализ смертности плавсостава морского и речного флота // Медицина экстремальных ситуаций. 2016. № 2. С. 80—90.
- Денисова Е. С., Буторина Н. В. Исследование вредных производственных факторов на рабочих местах плавсостава // Международный журнал прикладных и фундаментальных исследований. 2016. № 8 (Ч. 4). С. 495–498.
- Пасюк Е. Д., Аболенцева Н. О. Комплексная оценка плавсостава морских судов с учетом компетентностного подхода и тенденций развития мирового судоходства // Экономика труда. 2017. № 11.
- Казакевич Е. В., Архиповский В. Л., Доронин И. А. Медицинские осмотры плавсостава Северного бассейна: результаты, анализ, проблемы // Медицина экстремальных ситуаций. 2018. № 2 (20). С. 172–179.

### Учебно-методическая литература
- Методические указания по вопросам изучения фактического питания плавсостава на судах и разработке мероприятий по его рационализации. 1974.
- Ефентьев В. П. Противопожарная подготовка плавсостава. — М.: Изд. Мир. 2005. — С. 392. — ISBN 5-03-003737-3
- Попович В. А. Первая медицинская помощь плавсоставу. Учебное пособие. — М.: Изд. Транслит. 2012.  — С. 176. — ISBN 978-5-94976-768-9

## Избранная художественная литература и поэзия о плавсоставе

### Проза
- Тихоновский А. Б. Плавсостав. Повесть. – Севастополь: Изд. Мистэ. 2013. – 483 с.
- Климов Станислав. Зима и плавсостав гуляет. (Публикация на сайте Проза.ру, 2016)

### Стихотворения
- Третьяк Михаил.  Плавсостав. (Публикация на сайте Стихи.ру, 2018)
- Третьяк Михаил.  Престиж плавсостава. (Публикация на сайте Стихи.ру, 2018)